# Jürgen Hartmann (Fußballspieler, 1962)
Jürgen Hartmann (* 27. Oktober 1962 in Seelbach) ist ein ehemaliger deutscher Fußballspieler und derzeitiger -trainer. Er war Mittelfeldspieler und bestritt für den Hamburger SV und den VfB Stuttgart 363 Bundesligaspiele. Seit 2012 steht er bei den Stuttgarter Kickers unter Vertrag.

## Karriere
Hartmann begann seine Profikarriere 1985 beim VfB Stuttgart, mit dem er 1986 das DFB-Pokal-Finale und 1989 das UEFA-Cup-Finale erreichte. Beide Finals gingen verloren. Bis 1991 bestritt Hartmann für den VfB 174 Bundesligaspiele, in denen er zehn Tore erzielte.
Von 1991 bis 1997 spielte er beim Hamburger SV. Er bestritt für diesen 189 Bundesligaspiele, in denen ihm sieben Tore gelangen. Von 1995 bis 1997 trug er die Kapitänsbinde der Mannschaft. Größter Erfolg in Hartmanns Zeit beim HSV waren ein 5. Platz und die damit erreichte UEFA-Cup-Qualifikation in der Saison 1995/96.
Die Saison 1997/98 spielte er in der Schweiz beim FC Basel und beendete nach Ende dieser Saison seine Karriere.

## Trainer
Seine erste Trainerstation im Profifußball war von Juni bis November 2007 Alemannia Aachen. Dort war er Co-Trainer von Guido Buchwald. Beide wurden entlassen, nachdem der Bundesligaabsteiger nach 14 Spieltagen lediglich einen Mittelfeldplatz belegte.
Davor trainierte Jürgen Hartmann den Offenburger FV und verpasste in der Saison 2006/2007 nur knapp den Aufstieg in die Oberliga (Relegationsspiel gegen TSG Weinheim: Hinspiel 0:0 – Rückspiel 0:1 durch Eigentor des OFV).
Von Juli 2009 bis April 2010 war Jürgen Hartmann Trainer des Regionalligisten SG Sonnenhof Großaspach. Seit dem 13. August 2012 ist er Trainer der U23 der Stuttgarter Kickers. und seit Beginn des Jahres 2013 auch Co-Trainer der ersten Mannschaft. Im September 2013 übernahm er nach der Trennung von Massimo Morales für drei Wochen das Training der Stuttgarter Drittligamannschaft.